# فرانكي ييل
فرانكي ييل (بالإنجليزية: Frankie Yale) هو مجرم أمريكي، ولد في 22 يناير 1893 في Longobucco ‏ في إيطاليا، وتوفي في 1 يوليو 1928 في بروكلين في الولايات المتحدة.

## وصلات خارجية
- فرانكي ييل على موقع الموسوعة البريطانية (الإنجليزية)